# Episodi di Casualty (quarta stagione)
La quarta stagione della serie televisiva Casualty è stata trasmessa in anteprima nel Regno Unito da BBC One tra l'8 settembre 1989 e il 1º dicembre 1989.
| nº | Titolo originale        | Titolo italiano | Prima TV UK       | Prima TV Italia |
| -- | ----------------------- | --------------- | ----------------- | --------------- |
| 1  | Chain Reaction          |                 | 8 settembre 1989  |                 |
| 2  | Accidents Happen        |                 | 15 settembre 1989 |                 |
| 3  | A Grand in the Hand     |                 | 22 settembre 1989 |                 |
| 4  | Day Off                 |                 | 29 settembre 1989 |                 |
| 5  | Vital Spark             |                 | 6 ottobre 1989    |                 |
| 6  | Charity                 |                 | 13 ottobre 1989   |                 |
| 7  | Victim of Circumstances |                 | 20 ottobre 1989   |                 |
| 8  | Deluge                  |                 | 27 ottobre 1989   |                 |
| 9  | Union                   |                 | 3 novembre 1989   |                 |
| 10 | Taking Stock            |                 | 10 novembre 1989  |                 |
| 11 | Banking for Beginners   |                 | 24 novembre 1989  |                 |
| 12 | Hanging On              |                 | 1º dicembre 1989  |                 |